# 杰兰特·戴维斯

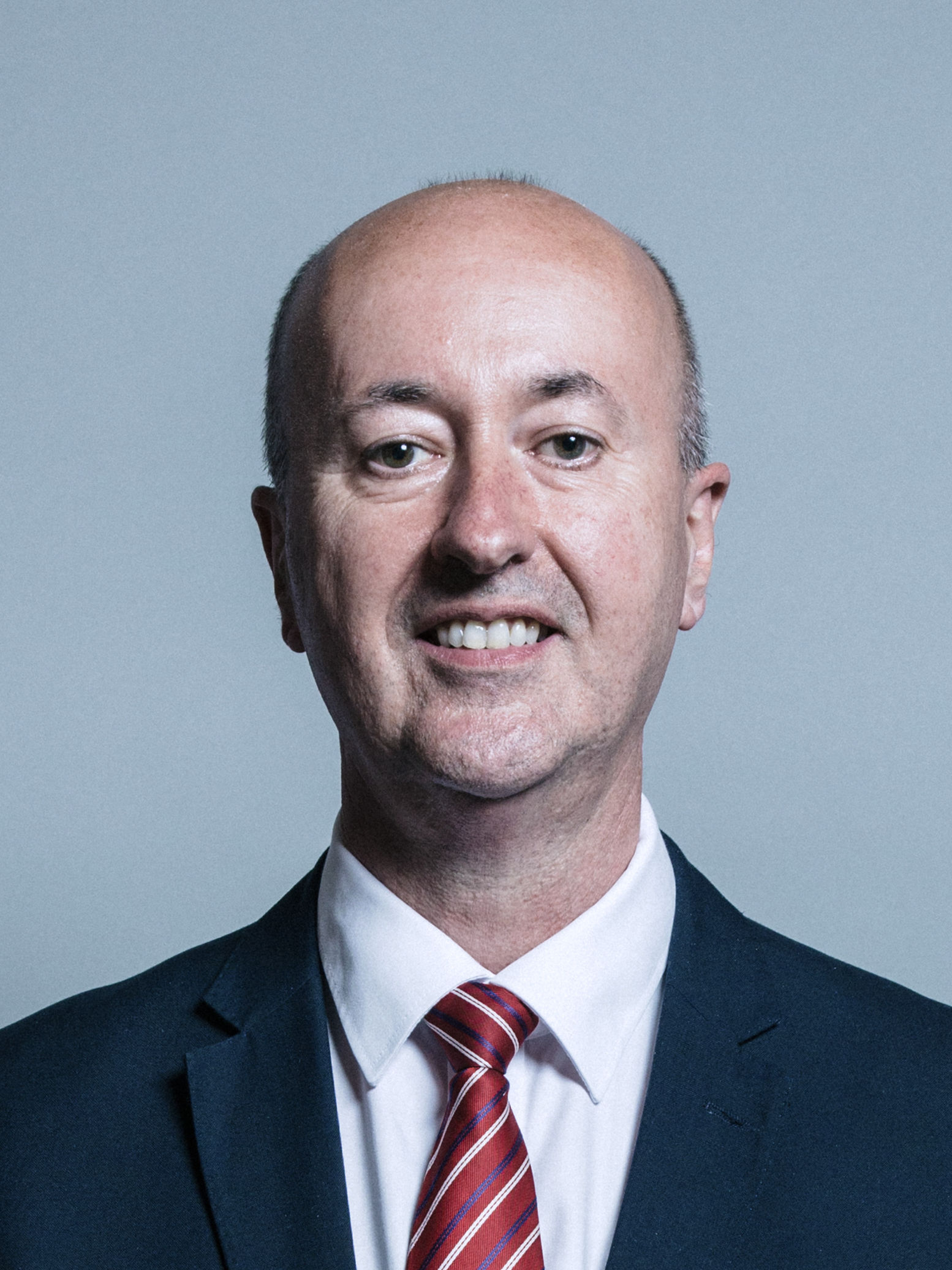

杰兰特·戴维斯（英語：Geraint Davies，1960年5月3日—），威爾斯政治人物，他的黨籍是工黨。自2010年開始，他擔任西斯旺西選區選出的英國下議院議員。在此之前，他曾是克洛伊登選區的國會議員。